# Gonzalo Ramos
Gonzalo Ramos Cantó (Madrid, 19 de septiembre de 1989) es un actor español.

## Biografía
Gonzalo Ramos empezó su carrera como actor participando en la película El guardavías en 2004 donde interpretó a Jon. Después tuvo papeles episódicos en series de gran relevancia en la televisión nacional como MIR, Los hombres de Paco y Hospital Central.
Con 18 años obtuvo el papel que le lanzó a la fama. En 2008 formó parte de la serie juvenil de Antena 3 Física o Química, donde interpretó a Julio. Participó en la serie desde la primera hasta la quinta temporada como personaje fijo. En la sexta y séptima apareció en episodios puntuales como personaje invitado.
En 2011 estrenó la película There Be Dragons (Encontrarás dragones) dirigida por Roland Joffe, interpretando a Miguel. También en 2011 debutó en el teatro con la obra Los 80 son nuestros junto a su excompañero en Física o Química Álex Barahona. Ese mismo año entró a formar parte del reparto de la séptima temporada de Amar en tiempos revueltos dando vida a Alberto Cepeda y a Carlos Robledo hasta el final de la misma en TVE en 2012.
En 2013 participa en la miniserie Titanic: Blood And Steel interpretando a Raphael Garzón. Se trata de una coproducción entre diversas empresas del sector audiovisual en la que se encuentra Antena 3. Ramos fue el único actor español que participó en dicha producción.
En 2014 dirige su primer cortometraje: Super Yo, con el que consigue el premio a Mejor Interpretación Masculina en el Festival Internacional Plasencia En Corto. Ese mismo año interpretó a Víctor durante 11 capítulos en la serie Ciega a citas. También en 2014, da el salto a Inglaterra para participar en el rodaje de la serie de prime time de BBC One The Interceptor interpretando a Paulo. La serie se estrenó en 2015 y el actor madrileño solamente apareció en un capítulo.

## Vida personal
El 21 de septiembre de 2013 se casó con la cantante Sofía Escobar en una ceremonia íntima en Guimarães, una ciudad en el norte de Portugal. El 6 de marzo de 2014, nació el primer hijo de la pareja, un niño llamado Gabriel.

## Trayectoria

### Series de televisión
| Año         | Título                           | Personaje                       | Cadena                      | Notas         | País           |
| ----------- | -------------------------------- | ------------------------------- | --------------------------- | ------------- | -------------- |
| 2006        | Hospital Central                 | Curro                           | Telecinco                   | 1 episodio    | España         |
| 2007        | Génesis: En la mente del asesino | Lucas                           | Cuatro                      | 1 episodio    | España         |
| 2007        | MIR                              |                                 | Telecinco                   | 1 episodio    | España         |
| 2007        | Los hombres de Paco              | Raúl Vaquero Roldán             | Antena 3                    | 1 episodio    | España         |
| 2007        | Hermanos y detectives            | Matías                          | Telecinco                   | 1 episodio    | España         |
| 2008        | Maitena: Estados alterados       |                                 | La Sexta                    | 1 episodio    | España         |
| 2008 - 2011 | Física o química                 | Julio de la Torre Reig          | Antena 3                    | 59 episodios  | España         |
| 2011 - 2012 | Amar en tiempos revueltos        | Carlos Robledo / Alberto Cepeda | TVE                         | 227 episodios | España         |
| 2014        | Ciega a citas                    | Víctor                          | Cuatro                      | 11 episodios  | España         |
| 2015        | The Interceptor                  | Paulo                           | BBC One                     | 1 episodio    | Reino Unido    |
| 2016 - 2017 | Reinas                           | Christopher Hatton              | TVE                         | 6 episodios   | España         |
| 2017        | Seis hermanas                    | León Mijáilovic                 | TVE                         | 14 episodios  | España         |
| 2017        | La zona                          |                                 | Movistar+                   | 4 episodios   | España         |
| 2018        | Servir y proteger                | Yayo Cárdenas                   | TVE                         | 3 episodios   | España         |
| 2018        | Genius                           | Max Aub                         | National Geographic Channel | 1 episodio    | Estados Unidos |
| 2018        | Looser                           | Christian Grey                  | Flooxer                     | 1 episodio    | España         |
| 2019        | The Mallorca Files               | Miguel                          | BBC One                     | 1 episodio    | Reino Unido    |
| 2020        | Néboa                            | Emilio Rivera López             | TVE                         | 4 episodios   | España         |
| 2021        | Física o químicaː El reencuentro | Julio de la Torre Reig          | Atresplayer Premium         | 1 episodio    | España         |
| 2021        | Acacias 38                       | Rodrigo Lluch                   | TVE                         | 27 episodios  | España         |
| 2024        | 4 estrellas                      | Alberto                         | TVE                         | 3 episodios   | España         |
| 2025        | La Promesa                       | Jacobo                          | TVE/Netflix                 | ¿? Episodios  | España         |

### Cine
| Año  | Título               | Personaje   |
| ---- | -------------------- | ----------- |
| 2004 | El guardavías        | Jon         |
| 2008 | La vida en rojo      | Gonzalo     |
| 2010 | Cruzando el límite   | Raúl        |
| 2011 | Encontrarás dragones | Miguel      |
| 2019 | We Die Young         | Rapero 1    |
| 2019 | Solum                | Scott       |
| 2020 | Reflejo              | Toni        |
| 2021 | La familia perfecta  | Pablo       |
| 2023 | Reflejo              | Toni        |
| 2024 | Papá por sorpresa    | David Zarco |

### Videoclips
| Año  | Canción             | Artista |
| ---- | ------------------- | ------- |
| 2017 | La casa no es igual | Melendi |